# La silla de Fernando
La silla de Fernando és una pel·lícula-conversa amb el actor, director i escriptor espanyol Fernando Fernán Gómez, dirigida per David Trueba i Luis Alegre. En ella l'actor i director parla sobre la seva vida: la guerra civil, la joventut, les nits de Madrid, les dones, l'amor, el franquisme…
Va ser nominada a un Premi Goya 2007 com millor pel·lícula documental.